# 高よし幸
高 よし幸（たか よしゆき、生没年不詳）とは、江戸時代の大坂の浮世絵師。

## 来歴
寿好堂よし国の門人とされる。大坂の人。文政5年（1822年）に役者絵を描いている。

## 作品
- 「より政・あらし橘三郎」　大判錦絵　池田文庫所蔵　※文政5年9月、大坂中の芝居『頼政鵺物語』より。「冬枯れぬ　木そ橘の　香に匂ひ　橘狂陳人」の句あり
- 「かじ団九郎・市川滝十郎　下人吉助・尾上ふじやく」　大判錦絵　池田文庫所蔵　※文政5年9 - 12月頃、大坂大西芝居『新うすゆき物語』より